# Альтамонт (Канзас)
Альтамонт (англ. Altamont) — місто (англ. city) в США, в окрузі Лабетт штату Канзас. Населення — 1061 особа (2020).

## Географія
Альтамонт розташований за координатами 37°11′7″ пн. ш. 95°17′31″ зх. д. / 37.18528° пн. ш. 95.29194° зх. д. (37.185384, -95.291810).  За даними Бюро перепису населення США в 2010 році місто мало площу 4,30 км², з яких 4,24 км² — суходіл та 0,06 км² — водойми. В 2017 році площа становила 4,99 км², з яких 4,92 км² — суходіл та 0,06 км² — водойми.

## Демографія
Згідно з переписом 2010 року, у місті мешкало 1080 осіб у 419 домогосподарствах у складі 291 родини. Густота населення становила 251 особа/км².  Було 447 помешкань (104/км²).
Расовий склад населення:
| - 92,7 % — білих - 1,9 % — корінних американців - 0,6 % — чорних або афроамериканців |

До двох чи більше рас належало 4,3 %. Частка іспаномовних становила 2,5 % від усіх жителів.
За віковим діапазоном населення розподілялося таким чином: 29,3 % — особи молодші 18 років, 56,6 % — особи у віці 18—64 років, 14,1 % — особи у віці 65 років та старші. Медіана віку мешканця становила 36,1 року. На 100 осіб жіночої статі у місті припадало 87,5 чоловіків;  на 100 жінок у віці від 18 років та старших — 84,5 чоловіків також старших 18 років.
Середній дохід на одне домашнє господарство  становив 55 709 доларів США (медіана — 47 321), а середній дохід на одну сім'ю — 62 252 долари (медіана — 54 875). Медіана доходів становила 38 274 долари для чоловіків та 31 765 доларів для жінок. За межею бідності перебувало 17,3 % осіб, у тому числі 21,8 % дітей у віці до 18 років та 11,8 % осіб у віці 65 років та старших.
Цивільне працевлаштоване населення становило 621 осіб. Основні галузі зайнятості: освіта, охорона здоров'я та соціальна допомога — 34,3 %, виробництво — 15,8 %, роздрібна торгівля — 10,3 %, мистецтво, розваги та відпочинок — 10,3 %.